# Alchemilla sooi
Alchemilla sooi é uma espécie de rosácea do gênero Alchemilla, pertencente à família Rosaceae.